# セサル・タレガ
セサル・タレガ・レケニ（César Tárrega Requeni、2002年2月26日 - ）は、スペイン・アルダヤ出身のサッカー選手。バレンシアCF所属。ポジションはDF。

## クラブ経歴
バレンシア州のアルダヤに生まれ、州内のいくつかのクラブを経て2019年にバレンシアCFのカンテラへ入団した。2021-22シーズン開幕前にクラブとプロ契約を結んでBチーム昇格が決定した。2021年12月2日、コパ・デル・レイのCDウトリージャス戦にて、先発フル出場したことでトップチームデビューを飾った。プリメーラ・ディビシオンデビューは2023年9月16日のアトレティコ・マドリード戦である。
2024年1月29日、2023-24シーズン終了時までレアル・バリャドリードへレンタル移籍することが決定した。
2025年8月9日、バレンシアとの契約を2030年まで延長した。